# NGC 1210
NGC 1210 је спирална галаксија у сазвежђу Пећ која се налази на NGC листи објеката дубоког неба.
Деклинација објекта је - 25° 42' 59" а ректасцензија 3h 6m 45,3s. Привидна величина (магнитуда) објекта NGC 1210 износи 12,6 а фотографска магнитуда 13,6. NGC 1210 је још познат и под ознакама ESO 480-31, AM 0304-255, PGC 11666.